# 新田真子
新田 真子（しんだ まね、生年非公開）は、日本の漫画家・同人作家。
主に成年向けの漫画を描く。1983年に『レモンピープル』への持ち込みでデビュー、1980年代には『レモンピープル』、『ロリポップ』など美少女漫画誌で活動していた。『プチ・パンドラ』では表紙絵を手がけた。
コミケットカタログではC31から背表紙イラストを担当し、C37では表紙イラストを手がけたほか、同誌でのコラム「コミックマーケットスクランブル」を長らく担当していた。
1998年の『学校へ行こう』以降は商業出版から離れ、同人サークル『UNION OF THE SNAKE』で活動している。

## 作品リスト

### 漫画
- THE RIDDLE（1985年 久保書店 ワールドコミックス、「レモンピープル」「プチ・パンドラ」掲載作品 短編集）
- RUSHシリーズ
  - RUSH（1987年 久保書店 ワールドコミックス、「レモンピープル」連載作品）
  - RIOT（1989年 久保書店 ワールドコミックス、「レモンピープル」連載作品。終盤が単行本未収録）
  - RAGE（レモンピープル連載作品。単行本未収録）
  - RESURRECTION（レモンピープル連載作品。雑誌休刊により未完。単行本未収録）
- ハイパークラブ（1986年 日本出版社 アップルコミックス、「ペパーミントCOMIC」連載作品）
- ハイパークラブ2 さよならの果実たち（1988年 日本出版社 アップルコミックス、「ペパーミントCOMIC」連載作品）
- RAKE（1996年 久保書店 ワールドコミックス、大洋図書「ミルキーコミック」等掲載作品 短編集（
- 春が来た（1993年 久保書店 ワールドコミックス、「ロリポップ」「コミックDO-PE」等掲載作品 短編集）
- 学校へ行こう（1998年 大都社、「ヤングキングアワーズ」等掲載作品　短編集）
- ヴァーミリオン（単行本未収録、「ロリポップ」連載）
- 麗撃！婦警隊（単行本未収録、朝日ソノラマ「月刊コミックファイター」連載）
- 特攻大作戦（単行本未収録、朝日ソノラマ アンソロジーコミック「バトルマシーン」連載）
- 婦人警備官候補生物語（単行本未収録、バンダイ『サイバーコミックス』連載）
  - 当初のタイトルは「特攻大作戦 婦警物語」。タイトルは最終話となった序章ラストエピソードで「人」「備官」「候補生」を小さい文字で挟む形で記載して、当初のタイトルから変更している。
- がんばれ婦警さん（エッセイ漫画　別冊レモンピープル「DO-PE」連載作品(2、4-10号)、単行本未収録)

### 挿絵
- 閃光戦隊ジュエルスターズ（富士見書房・原作:秋津透）

1. 閃光戦隊・見参!
2. 紅の超戦士
3. 甲州屋・恐怖のバイオ計画!
4. ジュエル・ルビー戦闘不能!
5. 乾坤一擲!鎌倉決戦

- ネットゲーム91 那由他の果てに（遊演体）

メインビジュアル及び情報誌「クリエイター」表紙
- 天下布武かあどげえむ　パニックハイスクール　決戦!聖大安学園（天下布武）
- ファンタジーウォーズ　(カードゲーム)

### 18禁OVA
- くりいむレモンスペシャル DARK(キャラクター原案)

### ゲーム原画
- 電脳学園II ハイウェイバスター!! （1989年、ガイナックス）